# Antonín Vojtíšek
Antonín Fabián Jan Alois Vojtíšek (20. ledna 1771 Rataje nad Sázavou – po r. 1820?) byl český hudební skladatel.

## Život
Základní hudební vzdělání získal v rodině. Od osmi let zpíval v chlapeckém sboru Sázavského kláštera. Klášter byl v roce 1785 v rámci reforem císaře Josefa II. zrušen a chlapec pak navštěvoval normální školu v Praze. Stal se učitelem a několik let učil na školách v okolí Prahy.
Učitelské povolání ho však neuspokojovalo a tak v následujících letech vystřídal řadu povolání. Zpíval na pražských kůrech, vyučoval hudbu, stal se korepetitorem italské opery v Praze a pracoval i jako písař univerzitní knihovny.
Skladatelsky se prosadil zejména jako autor četných singspielů na německá libreta a chrámové hudby. Kromě toho však zkomponoval i četné klavírní skladby a písně.

## Dílo (výběr)

### Singspiely
- Der Prager Müller (1795)
- Der Vetter aus Podskal (1798)
- Die Frauenemanzipation (1809)
- Die Weiberlizitation
- Der Sieg der Treue (1811)

### Další skladby
- Klavírní koncert C-dur
- 6 Canzonetti tedeschi (1809)
- Der Sänger oder Liedersammlung (písně s doprovodem kytary)
- Die Schöpfungstage (sbor s orchestrem)
- Requiem pro smíšený sbor a orchestr (1819)

Mnoho drobných klavírních skladeb, mší a další chrámové hudby.